# Мейсон (округ, Кентуккі)
Шаблон:StateAbbr_ 38°36′ пн. ш. 83°50′ зх. д. / 38.6° пн. ш. 83.83° зх. д.
Округ  Мейсон (англ. Mason County) — округ (графство) у штаті  Кентуккі, США. Ідентифікатор округу 21161.

## Історія
Округ утворений з округу Бурбон, Вірджинія в 1788 році.

## Демографія
За даними перепису 
2000 року 
загальне населення округу становило 16800 осіб, зокрема міського населення було 8249, а сільського — 8551.
Серед мешканців округу чоловіків було 8125, а жінок — 8675. В окрузі було 6847 домогосподарств, 4698 родин, які мешкали в 7754 будинках.
Середній розмір родини становив 2,92.
Віковий розподіл населення поданий у таблиці:
| Стать    | До 15 років | 15-21 | 22-29 | 30-39 | 40-49 | 50-65 | 65-85 | Понад 85 |
| -------- | ----------- | ----- | ----- | ----- | ----- | ----- | ----- | -------- |
| Чоловіки | 1744        | 780   | 761   | 1180  | 1341  | 1269  | 975   | 75       |
| Жінки    | 1621        | 693   | 818   | 1236  | 1358  | 1395  | 1336  | 218      |

## Суміжні округи
- Браун, Огайо — північ
- Адамс, Огайо — північний схід
- Люїс — схід
- Флемінґ — південь
- Робертсон — південний захід
- Бракен — захід

## Виноски
1. ↑  U.S. Decennial Census. United States Census Bureau. Архів оригіналу за 19 липня 2018. Процитовано 17 серпня 2014.
2. ↑  Historical Census Browser. University of Virginia Library. Архів оригіналу за 11 серпня 2012. Процитовано 17 серпня 2014.
3. ↑  Population of Counties by Decennial Census: 1900 to 1990. United States Census Bureau. Архів оригіналу за 13 жовтня 2014. Процитовано 17 серпня 2014.
4. ↑  Census 2000 PHC-T-4. Ranking Tables for Counties: 1990 and 2000 (PDF). United States Census Bureau. Архів оригіналу (PDF) за 18 грудня 2014. Процитовано 17 серпня 2014.
5. ↑  State & County QuickFacts. United States Census Bureau. Архів оригіналу за 7 червня 2011. Процитовано 6 березня 2014.(англ.) Наведено за англійською вікіпедією.
6. ↑  American FactFinder. Бюро перепису населення США. Архів оригіналу за 26 лютого 2012. Процитовано 31 січня 2008.

| США | Це незавершена стаття з географії США. Ви можете допомогти проєкту, виправивши або дописавши її. |